# Morfossintaxe
Morfossintaxe é a apreciação conjunta da classificação morfológica e da função sintática das palavras nas orações. Trata de classe das palavras, emprego de pronomes, relação entre as palavras, concordância verbal e nominal, oração e período, termos da oração, classificação de orações, vozes do verbo e colocação de pronome.
A morfologia refere-se à classe gramatical de uma palavra (nome, adjetivo, artigo, pronome, quantificador, advérbio, preposição, conjunção, interjeição).
A sintaxe refere-se à função sintática dessas palavras, isto é, a função que exercem na oração.
Morfossintaxe é o estudo da relação entre a classe gramatical de uma palavra e sua função sintática na oração.
Quando analisamos uma oração, considerando a relação entre a classe gramatical de uma palavra e sua função sintática, estamos fazendo uma análise morfossintática. A morfossintaxe, portanto, nada mais é do que a junção de uma análise morfológica com uma análise sintática.
Flexões do Verbo:
- Numero: singular e plural
- Voz: ativa, passiva e reflexiva
- Aspecto: concluso ou incorreto
- Tempo: passado, presente, futuro
- Modo: indicativo, subjuntivo, imperativo